# 241 (tal)
241 är det naturliga talet som följer 240 och som följs av 242.

## Inom vetenskapen
- 241 Germania, en asteroid.

## Inom matematiken
- 241 är ett udda tal.
- 241 är ett primtal.
- 241 är ett Prothtal.
- 241 är ett Ulamtal.